# Platja de la Cala Bea
La platja de Cala Bea és una platja natural del municipi de Vandellòs i l'Hospitalet de l'Infant (Baix Camp), situada entre la platja del Torn, a ponent, molt propera a l'Espai Natural Protegit de la Rojala-Platja del Torn, i la punta de Cala Bea, a llevant, on desemboca el barranc de Caladoques, i que la separa de la platja de l'Arenal. Té una longitud de 299 metres i una amplada mitjana de 17 metres, formada per sorra mitjana i fina. S'hi practica el nudisme.
A la platja hi ha els búnquers de Caladoques, un niu de metralladores de la Guerra Civil espanyola.